# Paraphaenodiscus rizicola
Paraphaenodiscus rizicola is een vliesvleugelig insect uit de familie Encyrtidae. De wetenschappelijke naam is voor het eerst geldig gepubliceerd in 1956 door Risbec.